# The Necklace of Rameses
The Necklace of Rameses è un cortometraggio muto del 1914 diretto da Charles Brabin.

## Produzione
Il film fu prodotto dalla Edison Company. Venne girato in Belgio, Inghilterra e Galles.

## Distribuzione
Distribuito dalla General Film Company, il film - un cortometraggio in tre bobine - uscì nelle sale cinematografiche statunitensi il 23 gennaio 1914.